# ティエリー・ブルトン
ティエリー・ブルトン（Thierry Breton, 1955年1月15日 - ）は、フランスの実業家、政治家。
ブル・グループの副会長兼CEO, トムソンRCAの会長兼CEO（1997 - 2002年）、フランステレコム（現：Orange）の会長兼CEO（2002 - 2005年）を歴任。ジャック・シラク大統領時代の2005年から2007年には、ジャン＝ピエール・ラファランおよびドミニク・ド・ビルパン両首相の下で経済・財政・産業大臣（財務大臣に相当）を務めた。ハーバード・ビジネス・スクールで教鞭も執っていた。現在は、トムソンおよびOrangeの名誉会長を務める一方、2008年以降、世界的な大手IT企業の一つであるアトス（42か国、従業員数75,000人）の会長兼CEOを務める。

## 経歴
パリ14区生まれ。小学校からリセまで6区の私立エコール・アルザシエンヌ (fr) に通い、CPGEでリセ・ルイ＝ル＝グラン入学。グランゼコールの高等電気学校 (Supélec) で電気工学およびコンピュータ科学の修士号を取得後、国立国防高等研究所を卒業。ニューヨークでソフトウェア会社「FORMA SYSTEMS」を起業し、企業家としての道を歩み出した。
1993年にIT企業ブル・グループに戦略・開発部門のディレクターとして入社。後に、グループの最高経営責任者兼副会長に任命された。
1997年 - 2002年にはトムソンの会長兼最高経営責任者を務めた。業績を建て直し、グループの財務業績に短期間で著しい改善をもたらしたことにより世界的な評価を得た。同社の時価総額は、在任期間中に1フランから1,000億フランに上昇。2002年には、取締役会の決議により同社名誉会長の称号を受けた。
2002年 - 2005年はフランステレコム（現：Orange）の会長兼最高経営責任者を務め、任期中に同社の抱えていた700億ユーロの負債を320億ユーロに減少させるとともに、経営状態を堅実に改善した。2005年には、取締役会の決議によりフランステレコム社名誉会長の称号を受けた。
2008年11月16日付でアトス（旧アトス・オリジン）の会長兼最高経営責任者に着任。同社は、シーメンスのITサービス業務を買収後、75,000人の従業員を擁し世界42か国で事業を展開、ヨーロッパでトップの、世界では5位のITサービス企業としてランクされるに至った。
『ハーバード・ビジネス・レビュー』誌は、1995年 - 2009年に在籍した世界の2,000名のCEOの実績を詳細に評価した結果として、2010年1月号で The 100 Best-performing CEOs in the World をはじめて掲載した。このランキングで、ブルトンは62位に名を連ねた。
この他に取締役・経営者を務めた企業としては、ラ・ポスト、デクシア銀行、ロディア、シュナイダーエレクトリック、ブイグテレコム、ハネウェル・ブル・グループ（副会長兼最高経営責任者）などが挙げられる。
現在は、カルフールの取締役会に所属し、報酬・福利厚生委員会の会長を務める。
『ウォール・ストリート・ジャーナル』（2011年11月28日付）のインタビューで、社内電子メールを「情報化時代の公害」と称し、アトス社で18か月以内に社内電子メールを廃止し、社内SNS, インスタント・メッセージングやコラボレーション・ツールなどで置き換えるゼロ・Eメール戦略の遂行を訴えた。
私生活ではコンスタンス（1984年生）、アレクサンドラ（1985年生）、ゼヴェリン（1988年生）の3人の子の父親である。

### 政治家として
2005年2月24日付で、エルヴェ・ゲマールの後任として経済・財政・産業大臣に任命された。ブルトンは、国の所得税収全体が負債の利払いに使用されていた時代に財政赤字低減の必要性をその政策の中心に据えた。ブルトンの入閣時には、フランスの負債のレベルは国内総生産の66.4%であったが、着任から2年で、財政赤字を国内総生産に対して2.7%低減することに成功。これは、近代のフランス財政史上最も重視すべき低減となった。また、フランスの国家予算で黒字を回復（公債の利払いを除外）。2007年5月18日、後任のジャン＝ルイ・ボルローにポストを譲って退任。

### 学術研究および教育職
行政から離れた後の2007年 - 2008年には、ハーバード・ビジネス・スクールで教授として「リーダーシップと企業責任」(LCA: Leadership and Corporate Accountability) を教えた。
また1997年 - 2005年には、フランスのトロワ工科大学の理事長を務めていた。

## 著作
情報技術と経済に関する多数の本を著している。また、サイバースペースに関する小説の共著者でもある。
- 1984年：Softwar (La Guerre douce)（大量破壊兵器としてのコンピューターウイルスの出現）Thierry Breton - Denis Beneich, éd. Robert Laffont, Paris（25か国で翻訳出版）
- 1985年：Vatican III（情報化社会で作られた言葉の出現）Thierry Breton, éd. Robert Laffont, Paris
- 1987年：Netwar (La guerre des réseaux)（ネットワーク戦争）Thierry Breton, éd. Robert Laffont, Paris
- 1991年：La Dimension invisible (Le défi du temps et de l'information)（情報社会の出現）Thierry Breton, éd. Odile Jacob, Paris
- 1992年：La Fin des illusions（マニア世代の終焉）Thierry Breton, Plon, Paris.
- 1993年：Le Télétravail en France（フランスにおける在宅勤務の初期状況説明）Thierry Breton, La Documentation française, Paris.
- 1994年：Le Lièvre et la Tortue（フランスと知識革命）Thierry Breton - Christian Blanc, éd. Plon, Paris.
- 1994年：Les Téléservices en France（インターネット言語の初期状況説明）Thierry Breton, La Documentation française, Paris.
- 2007年：Antidette（フランスの過剰出費と主な負債の削減）Thierry Breton, Plon, Paris.

## 叙勲・受賞
レジオンドヌール勲章および国家功労勲章のコマンドゥールを受章。シンクタンクLe Siècleのメンバー。また、国際的に評価され様々な国から勲章褒賞を受けている。

### 叙勲歴
- 2001年： 中華人民共和国 広東省仏山市名誉市民
- 2004年： フランス 国家功労勲章コマンドゥール (ordre national du Mérite)
- 2006年： スペイン メリット勲章コマンダー (orden del Merito Civil)
- 2006年： ブラジル 南十字星勲章グランドオフィサー (Ordem Nacional do Cruzeiro do Sul)
- 2006年： チリ グランクロス勲章 (Al Merito de Chile)
- 2008年： フランス レジオンドヌール勲章オフィシエ
- 2010年： モロッコ Wissam Alaouite勲章コマンダー

### 受賞歴
- 1988年： フランス パリ フランス青年会議所 (Jeunes chambres économiques françaises) マン・オブ・ザ・イヤー
- 1988年： オーストラリア シドニー青年会議所 アウトスタンディング・ヤング・パーソン・オブ・ザ・ワールド (TOYP)
- 1998年： スイス ダヴォス 世界経済フォーラム グローバル・リーダー・オブ・トゥモロー
- 2000年： フランス パリ ストラテジスト・オブ・ザ・イヤー
- 2003年： フランス パリ ANDESE (National Association of PHDs in Economics and Business Administration) ファイナンサー・オブ・ザ・イヤー
- 2004年： イギリス ロンドン ヨーロピアン・ビジネス・リーダー・オブ・ザ・イヤー

## 参考資料
- Chassany, Anne-Sylvaine (17 November 2008)."Atos Origin Board Fires Chief Germond, Hires Breton".Bloomberg.Retrieved 29 February 2012.
- Colchester, Max; Amiel, Geraldine (28 November 2011)."The IT Boss Who Shuns Email".The Wall Street Journal.Retrieved 5 December 2011.
- de Beaupuy, Francois; Vandore, Emma (25 February 2005)."Chirac Names France Telecom's Breton as New Finance Minister".Bloomberg.Retrieved 29 February 2012.
- Frédéric Saliba, 'Le pouvoir à la table du Siècle', in Stratégies, issue 1365, April 14, 2005, p. 49